# Lausen (Szwajcaria)
Lausen – gmina (niem. Einwohnergemeinde) w północnej Szwajcarii, w kantonie Bazylea-Okręg, w okręgu Liestal. 31 grudnia 2020 liczyła 5 463 mieszkańców. Przez teren gminy przebiegają autostrady A2 oraz A22, jak również droga główna nr 2.  